# Shake It (Metro Station)
Shake It is een nummer van de Amerikaanse pop-rockband Metro Station uit 2009. Het is de derde single van hun gelijknamige debuutalbum.
Het nummer werd wereldwijd een bescheiden hitje. Het haalde de 10e positie in de Amerikaanse Billboard Hot 100. In de Nederlandse Top 40 haalde het de 22e positie, en in de Vlaamse Ultratop 50 de 17e.